# 対馬市立佐須奈小学校・中学校
対馬市立佐須奈小学校・中学校（つしましりつ さすなしょうがっこう・ちゅうがっこう, Tsushima City Sasuna Elementary School and Junior High School）は長崎県対馬市上県町佐須奈乙にある小・中併設校。
現在では対馬市で唯一の小・中併設校となっている。

## 概要
歴史
1874年（明治7年）に開校した「第五大学区第四中学区佐須奈小学校」を前身とする。2011年（平成23年）に小学校は創立135年を迎えた。
校訓
「至誠」
校章
旧対馬藩の紋章にちなみ、五七桐を背景に、小学校は「小」の文字を、中学校は「中」の文字を置いている。
校歌
小中共通。作詞は岡本良孝、作曲は山田晴記による。歌詞は3番まであり、1番に校名の「佐須奈（浦）」が登場する。
校区
住所表記で対馬市上県町の後に「佐須奈、西津屋（にしつや）、佐護東里、佐護北里、佐護南里、佐護西里」の続く地域。

## 沿革
- 1874年（明治7年）6月1日 - 「第五大学区第四中学区佐須奈小学校」が開校。（文部省による正式な認可日）
  - 当初、士族の武田吉左衛門が教授にあたる。
- 1881年（明治14年）- 「佐須奈学区公立中等佐須奈小学校」に改称。
- 1887年（明治20年）- 前年1886年（明治19年）の小学校令により、「佐須奈学区尋常佐須奈小学校」に改称。尋常科4年を設置。
- 1893年（明治26年）- 「佐須奈尋常小学校」に改称。（校名で「尋常」の位置が変わる）
- 1902年（明治35年）- 高等科（2ヶ年）を設置し、「佐須奈尋常高等小学校」に改称（尋常科4年、高等科2年）。
- 1903年（明治36年）- 校舎が完成。
- 1908年（明治41年）- 高等科を廃止し、再び校名を「佐須奈尋常小学校」とする[4]（尋常科6年、高等科なし）。西津屋分教場を設置。
- 1916年（大正5年）- 迪宮・裕仁親王の立太子の礼を記念し、校旗を制定。佐須奈農業補習学校を併置。
- 1918年（大正7年）- 西津屋分教場の尋常科5・6年生が本校に通学することになる。
- 1935年（昭和10年）4月1日 - 青年学校令により、併置の農業補習学校が佐須奈青年学校に改称。
- 1941年（昭和16年）4月1日 - 国民学校令により、「佐須奈国民学校」に改称。尋常科を初等科に改称し、高等科を設置（初等科6年、高等科2年）。
- 1947年（昭和22年）4月1日 - 学制改革（六・三制の実施）
  - 旧・佐須奈国民学校の初等科を改組し、「佐須奈村立佐須奈小学校」とする。
  - 旧・佐須奈国民学校の高等科および旧・青年学校を改組し、「佐須奈村立佐須奈中学校」（新制中学校）とし、小学校に併設する。
- 1948年（昭和23年）- 中学校校舎（3教室）が完成。
- 1955年（昭和30年）4月15日 - 佐須奈村と仁田村が合併し、上県町が発足したことにより、「上県町立佐須奈小学校・中学校」に改称。
- 1956年（昭和31年）- 長崎県上県教科書センターに指定される。
- 1961年（昭和36年）- 中学校校舎（3教室）を増築。
- 1967年（昭和42年）- 完全給食を開始。
- 1979年（昭和54年）- プールが完成。
- 1990年（平成2年）- 新校舎が完成。全校一斉給食食堂が完成。
- 1991年（平成3年）- 体育館が完成。
- 1992年（平成4年）- コンピューターを設置。
- 1997年（平成9年）- 中学校女子バレーボール部が国際交流で韓国の釜山市を訪問。
- 1998年（平成10年）- 中学校男子バスケットボール部が国際交流で韓国の釜山市を訪問。
- 2004年（平成16年）3月1日 - 市町村合併により、「対馬市立佐須奈小学校・中学校」（現校名）に改称。
- 2013年（平成25年）3月31日 - 対馬市立佐護小学校・中学校を統合。
- 2014年（平成26年）4月1日 - 長崎県立上対馬高等学校との連携型中高一貫教育を開始[5]。
- 2018年（平成30年）11月2日 - 市指定「小中連携学力向上」研究発表会を開催。
- 2020年（令和2年）10月31日 - 長崎県中学新人大会ソフトテニス競技団体戦で第3位に入賞。
- 2020年（令和2年）4月1日 - 対馬で最初のコミュニティ・スクールに指定。
- 2022年（令和4年）2月9日 - 「嘉代子桜」を中庭に植樹。
- 2022年（令和4年）7月15日 - ツシマウラボシシジミの食草（ヌスビトハギ等）を学校園に植栽。
- 2023年（令和5年）5月28日 - 対馬市中体会において、男子ソフトテニス部と女子バレー部が共に優勝。県大会へ出場。
- 2023年（令和5年）7月22日 ‐ 長崎県中学校総合体育大会ソフトテニス競技団体戦で第３位。
- 2023年（令和5年）10月28日 ‐ 中学校「棹崎怒涛太鼓（さおざきどとうだいこ）」による地域貢献に対して長崎県教育会より善行児童生徒表彰を受賞。

## 交通アクセス
最寄りのバス停
- 対馬交通 「佐須奈」バス停

最寄りの道路
- 国道382号
- 長崎県道178号舟志佐須奈線

## 周辺
- 対馬市役所上県行政サービスセンター（旧・上県地域活性化センター、対馬市役所上県支所、旧・上県町役場）
- 対馬市立佐須奈診療所
- 対馬動物診療所
- 対馬北警察署
- 対馬市消防本部上県出張所
- 対馬市立上県町市民体育館
- 対馬市北部建設事務所
- 上県区検察庁
- 上県地区公民館
- 対馬振興局上県総合庁舎（土木出張所）
- 佐須奈郵便局
- 佐須奈保育所
- 九州電力佐須奈出張所

## 参考資料
- 「上県町史」（2004年（平成16年）2月23日, 上県町）p.1014～p.1019 - 市町村合併により対馬市が発足する直前に閉町記念として発行された。